# درنة
درنة هي مدينة جبلية ليبية تقع على ساحل البحر المتوسط في شمال شرق ليبيا. يحدها من الشمال البحر الأبيض المتوسط، ومن الجنوب سلسلة من تلال الجبل الاخضر يقدر عدد سكانها بمئة ألف نسمة. تعاقبت عليها حضارات مختلفة من الإغريق والروم والعرب والعثمانيين والإيطاليين. شهدت المدينة أحداثا تاريخية هامة مثل استشهاد الصحابي زهير بن قيس ومن معه، واحتلال الأميركيين لها بعد معركة درنة 1805 أول معركة تخوضها الولايات المتحدة خارج أرضها، وألمانيا النازية والثورة الليبية عام 2011. تتميز المدينة بموقعها الجغرافي الاستراتيجي وتاريخها العريق وغطائها النباتي ومياهها العذبة ومينائها البحري، كما تعتبر ثاني كبرى مدن الجبل الاخضر ويشطر المدينة مجرى الوادي إلى شطرين وهذا الوادي يسمى وادي درنة وهو أحد الأودية الكبيرة المعروفة في ليبيا. حيث تسقى بمياه عذبة تتدفق إليها عبر قنوات الساقية من نبعين غزيرين أحدهما يعرف باسم عين البلاد، والثاني باسم عين بومنصور وهذا تنحدر مياهه من ربوة عالية إلى مسيل الوادي يسمى الشلال أو شلال بومنصور.
ولقد تغنى شعراء الفصحى وغير الفصحى بجمال درنة وبخضرتها النامية وظلالها الوارفة وبمائها العذب وهوائها العليل، كما أشادوا بكرم أهلها ورقة طباعهم. وتحدّث كتّاب وسياح عرب وأجانب عن أحيائها وآثارها وسماها بعضهم عروس ليبيا ودرة البحر المتوسط.
في الحادي عشر من سبتمبر 2023، اختفى رُبع المدينة ودمّر بسبب انهيار سد درنة في ليبيا الناجمة عن العاصفة دانيال (انظر أدناه) والتي أسفرت عن مقتل ما لا يقل عن 5,000 من سكانها وتركت 10,000 في عداد المفقودين.

## التاريخ
بفضل موقعها الجغرافي، تقع بين مدينة البيضاء ومدينة طبرق وتزخر مدينة درنة بتاريخ عريق حافل بالأحداث، فخلال العصر اليوناني وبالذات في الفترة الهيلينستية، أسس الإغريق أربع مدن قرب مدينة درنة والتي كانت تُدعى في تلك الفترة إيراسا والتي انضمت فيما بعد لهذه المدن الأربع لتنشأ مملكة من خمسة مدن مزدهرة والمعروفة ب PETAOS في تلك الفترة.
في فترة الحكم الروماني والبيزنطي تعرضت المدينة لحالة من الركود والانحطاط ما لبثت أن تجاوزتها لتلعب دورا حيويا في الحقبة العثمانية ولا سيما في أوائل القرن السابع عشر في فترة حكم الأسرة القرمنلية، وبرزت خلال ما عرفت باسم حرب السنوات الأربع، حيث هيمنت درنة على كل من مدينة بنغازي والمرج المدينتين الرئيسيتين في تلك الفترة.
ظلت درنة مركزا إداريا وتجاريا هاما في فترة حكم الأسرة القرمنلية بفضل مينائها وأراضيها الزراعية الخصبة إضافة لحركة التبادل التجاري، الإداري والثقافي مع المغرب العربي والشرق الأدنى.
لا يلاحظ هناك أي بصمات تذكر لبروز المدينة في فترة الاحتلال الإيطالي 1911-1945 ولعل السبب يرجع أولا إلى فترة الاحتلال القصيرة نسبيا، ثانيا المدينة لم تعتبر من المدن الحيوية بقدر ما اعتبرت مركزا للتنقل مما لم يساعد على ظهور نهضة حضرية وثقافية مميزة في المدينة. استطاعت القوات الأسترالية التابعة للبريطانيون من دول الحلفاء السيطرة على درنة من الإيطاليين خلال الحرب العالمية الثانية بتاريخ 30 يناير عام 1941 وذلك في جزء من حملة شمال أفريقيا. ولكن استطاع الألمان النازيون الذين كانوا متحالفين مع الإيطاليين استرداد المدينة من قوات الحلفاء يوم 6 أبريل عام 1941، بيد أن البريطانيون تمكنوا من استعادتها من جديد بتاريخ 15 نوفمبر عام 1942.
بعد الثورة الليبية في 2011 استغلت عدة مجموعات مسلحة حالة الفوضى والانفلات الأمني وانهيار سلطة الدولة وغدت تسيطر أمنيا على المدينة. واستطاع مقاتلون ينتمون لتنظيم الدولة الإسلامية (داعش) السيطرة على أجزاء من المدينة في شهر أكتوبر من عام 2014. وتمكنت ميليشيات مجلس شورى مجاهدي درنة من هزيمة داعش والسيطرة على البلدة في يونيو 2015.

## المناخ
يعد مناخ درنة مناخاً شبه قاحل (تبعاً لتصنيف كوبن للمناخ)، ويبلغ معدل هطول الأمطار السنوي فيها حوالي 252 مم.
تتراوح درجات الحرارة خلال فصل الشتاء في المدينة ما بين 9 إلى 20 درجة مئوية. تنخفض قيم معدلات الهطولات المطرية السنوية المعتدلة خلال الفترة من شهر أكتوبر حتى مارس. تتسم فصول الصيف بطولها ودرجات حرارتها المرتفعة لتسجل معدلات أعلى من 27 درجة مئوية خلال الفترة من شهر يونيو حتى أكتوبر.
| البيانات المناخية لـدرنة، ليبيا                                                              | البيانات المناخية لـدرنة، ليبيا | البيانات المناخية لـدرنة، ليبيا | البيانات المناخية لـدرنة، ليبيا | البيانات المناخية لـدرنة، ليبيا | البيانات المناخية لـدرنة، ليبيا | البيانات المناخية لـدرنة، ليبيا | البيانات المناخية لـدرنة، ليبيا | البيانات المناخية لـدرنة، ليبيا | البيانات المناخية لـدرنة، ليبيا | البيانات المناخية لـدرنة، ليبيا | البيانات المناخية لـدرنة، ليبيا | البيانات المناخية لـدرنة، ليبيا | البيانات المناخية لـدرنة، ليبيا |
| الشهر                                                                                        | يناير                           | فبراير                          | مارس                            | أبريل                           | مايو                            | يونيو                           | يوليو                           | أغسطس                           | سبتمبر                          | أكتوبر                          | نوفمبر                          | ديسمبر                          | المعدل السنوي                   |
| -------------------------------------------------------------------------------------------- | ------------------------------- | ------------------------------- | ------------------------------- | ------------------------------- | ------------------------------- | ------------------------------- | ------------------------------- | ------------------------------- | ------------------------------- | ------------------------------- | ------------------------------- | ------------------------------- | ------------------------------- |
| الدرجة القصوى °م (°ف)                                                                        | 29.6 (85.3)                     | 32.8 (91.0)                     | 35.8 (96.4)                     | 38.3 (100.9)                    | 44.0 (111.2)                    | 44.8 (112.6)                    | 41.7 (107.1)                    | 43.5 (110.3)                    | 40.6 (105.1)                    | 39.0 (102.2)                    | 37.8 (100.0)                    | 30.6 (87.1)                     | 44.8 (112.6)                    |
| متوسط درجة الحرارة الكبرى °م (°ف)                                                            | 17.5 (63.5)                     | 18.2 (64.8)                     | 19.4 (66.9)                     | 21.7 (71.1)                     | 24.3 (75.7)                     | 27.3 (81.1)                     | 28.2 (82.8)                     | 29.1 (84.4)                     | 28.1 (82.6)                     | 26.1 (79.0)                     | 23.1 (73.6)                     | 19.2 (66.6)                     | 23.5 (74.3)                     |
| المتوسط اليومي °م (°ف)                                                                       | 14.1 (57.4)                     | 14.5 (58.1)                     | 15.6 (60.1)                     | 17.7 (63.9)                     | 20.3 (68.5)                     | 23.5 (74.3)                     | 25.3 (77.5)                     | 26.1 (79.0)                     | 25.0 (77.0)                     | 22.4 (72.3)                     | 19.3 (66.7)                     | 15.7 (60.3)                     | 20.0 (68.0)                     |
| متوسط درجة الحرارة الصغرى °م (°ف)                                                            | 10.7 (51.3)                     | 10.8 (51.4)                     | 11.7 (53.1)                     | 13.8 (56.8)                     | 16.2 (61.2)                     | 19.7 (67.5)                     | 22.3 (72.1)                     | 23.2 (73.8)                     | 21.9 (71.4)                     | 18.6 (65.5)                     | 15.5 (59.9)                     | 12.2 (54.0)                     | 16.4 (61.5)                     |
| أدنى درجة حرارة °م (°ف)                                                                      | 4.4 (39.9)                      | 4.4 (39.9)                      | 5.0 (41.0)                      | 6.7 (44.1)                      | 8.7 (47.7)                      | 8.3 (46.9)                      | 10.0 (50.0)                     | 18.3 (64.9)                     | 14.5 (58.1)                     | 10.0 (50.0)                     | 8.3 (46.9)                      | 6.7 (44.1)                      | 4.4 (39.9)                      |
| الهطول مم (إنش)                                                                              | 60 (2.4)                        | 39 (1.5)                        | 28 (1.1)                        | 10 (0.4)                        | 6 (0.2)                         | 2 (0.1)                         | 0 (0)                           | 0 (0)                           | 4 (0.2)                         | 32 (1.3)                        | 36 (1.4)                        | 57 (2.2)                        | 274 (10.8)                      |
| متوسط أيام هطول الأمطار (≥ 0.1 mm)                                                           | 11                              | 8                               | 7                               | 3                               | 2                               | 0                               | 0                               | 0                               | 1                               | 5                               | 6                               | 5                               | 48                              |
| متوسط الرطوبة النسبية (%)                                                                    | 76                              | 72                              | 74                              | 74                              | 74                              | 75                              | 80                              | 80                              | 75                              | 74                              | 75                              | 78                              | 76                              |
| ساعات سطوع الشمس الشهرية                                                                     | 151.9                           | 189.3                           | 204.6                           | 231.0                           | 282.1                           | 297.0                           | 316.2                           | 297.6                           | 237.0                           | 223.2                           | 189.0                           | 145.7                           | 2٬764٫6                         |
| ساعات سطوع الشمس اليومية                                                                     | 4.9                             | 6.7                             | 6.6                             | 7.7                             | 9.1                             | 9.9                             | 10.2                            | 9.6                             | 7.9                             | 7.2                             | 6.3                             | 4.7                             | 7.7                             |
| المصدر #1: الأرصاد الجوية الألمانية                                                          |                                 |                                 |                                 |                                 |                                 |                                 |                                 |                                 |                                 |                                 |                                 |                                 |                                 |
| المصدر #2: الموارد المائية والأرصاد الجوية الهيدرولوجية في المنطقة العربي (فقط بيانات الشمس) |                                 |                                 |                                 |                                 |                                 |                                 |                                 |                                 |                                 |                                 |                                 |                                 |                                 |

### عاصفة دانيال
في 10 سبتمبر دخلت عاصفة دانيال شرق ليبيا، وهطلت كميات كبيرة من الأمطار، مما أدى إلى امتلاء سدي درنة الذي يعلوا أحدهما 40 متراً، مما أدى إلى انهيارهما في اليوم التالي، حوالي الساعة 02:30 صباحاً، فتدفقت المياه وجرفت معها خمسة أحياء كاملة من المدينة، وتسبب في مقتل ما لا يقل عن 5,300 شخص (مرشحة للارتفاع)، وانهيار 30 كم من شبكة الطرق فيها.

## أهم أحياء المدينة

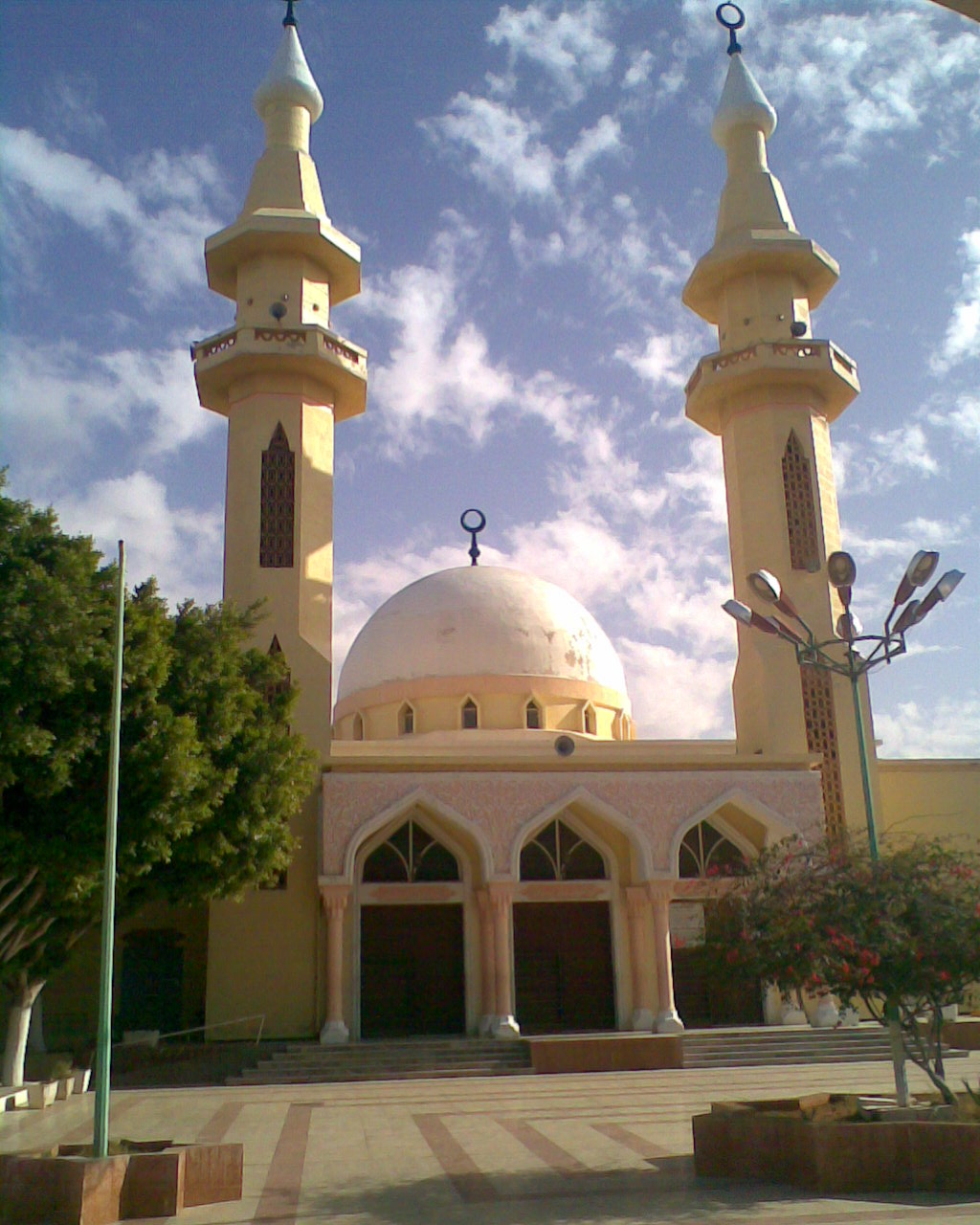
مسجد الصحابة، أحد أشهر المساجد في درنة والعتيق أيضا

- الساحل الشرقي.
- الساحل الغربي.
- البلاد.
- باب طبرق.
- المغار.
- باب شيحا.
- الجبيلة.
- الكوي وبو منصور.
- الفتايح.
- وادي امبخ.

## أهم شوارع المدينة

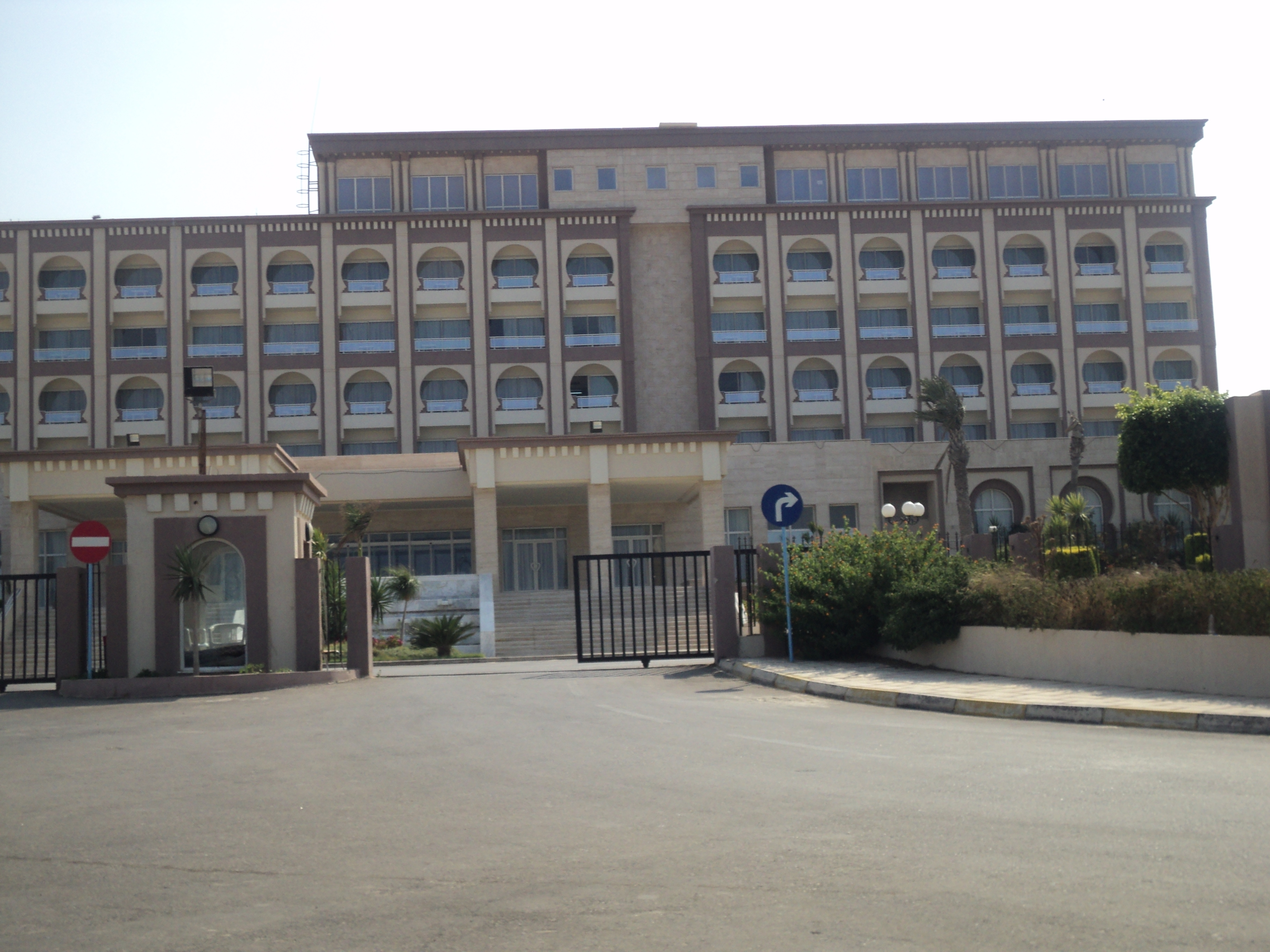
فندق لؤلؤة درنة

- شارع شهداء الزاوية
- شارع الفنار
- شارع عمر فائق شنيب
- شارع إبراهيم اسطى عمر
- شارع البحر
- شارع الصوان
- شارع الجامع
- شارع اليهود
- شارع الكنيسة
- شارع البلاد
- شارع الرشيد
- شارع أحمد الرفاعي
- شارع بلال
- شارع عمر المختار

## أهم ميادين المدينة
- ميدان الزاوية
- ميدان الصحابة
- البياسة الحمراء
- بياسة الطير

## أهم أسواق المدينة
- سوق الظلام
- سوق الفردة
- سوق الخرازة
- سوق الخضرة
- سوق الفندق
- سوق التوانسة

## أماكن ترفيهية وثقافية
- حديقة الطفل الجديدة.

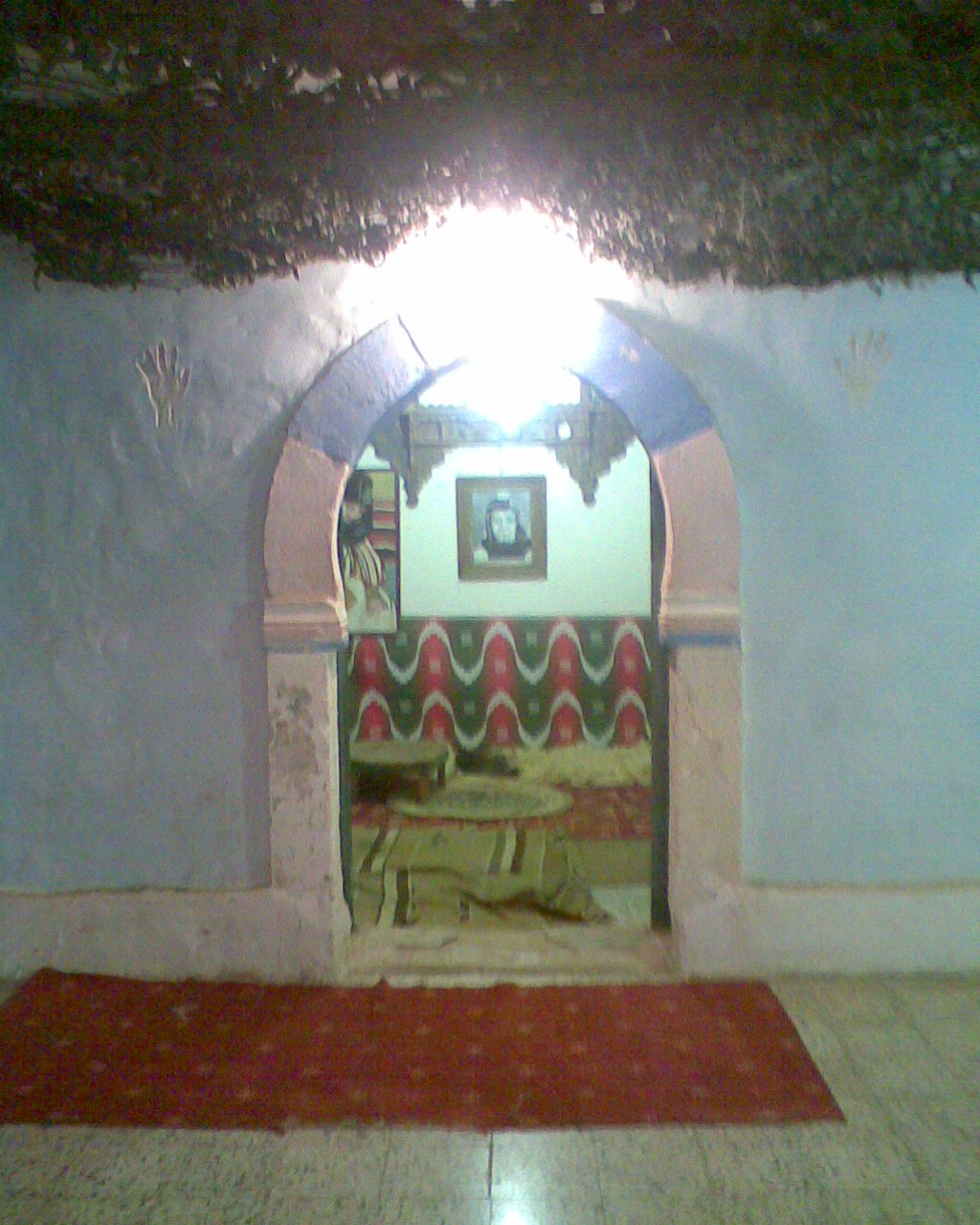
إحدى أقسام جمعية الهيلع

- العديد من الحدائق الطبيعية في المدينة.
- الكورنيش - والعديد من المصائف المنتشرة حول درنة.
- جمعية الهيلع للمقتنيات الأثرية.

## من أعلام درنة
- نجيب الحصادي، فيلسوف، وأكاديمي، وكاتب، ومترجم.
- رجب الماجري، شاعر، ومحامٍ وسياسي، ووزير عدل سابق.
- إبراهيم الأسطى عمر، شاعر، وقاضٍ، وعضو مجلس النواب.
- عمر فائق شنيب، دبلوماسي، وسياسي، وترأس لجنة صياغة دستور 51.

## معرض الصور

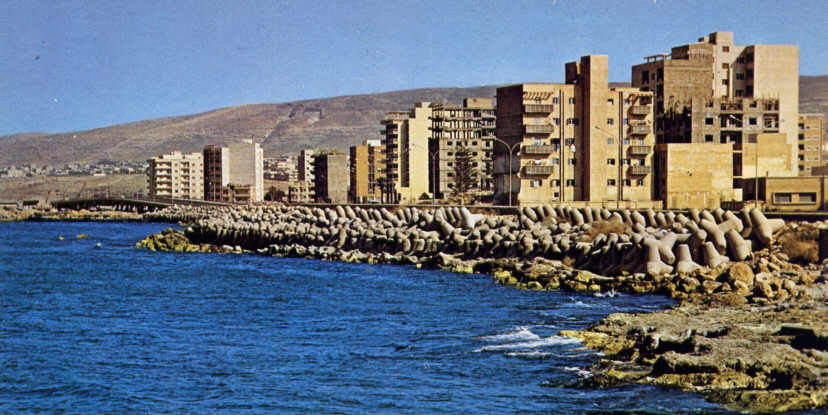
كورنيش المدينة
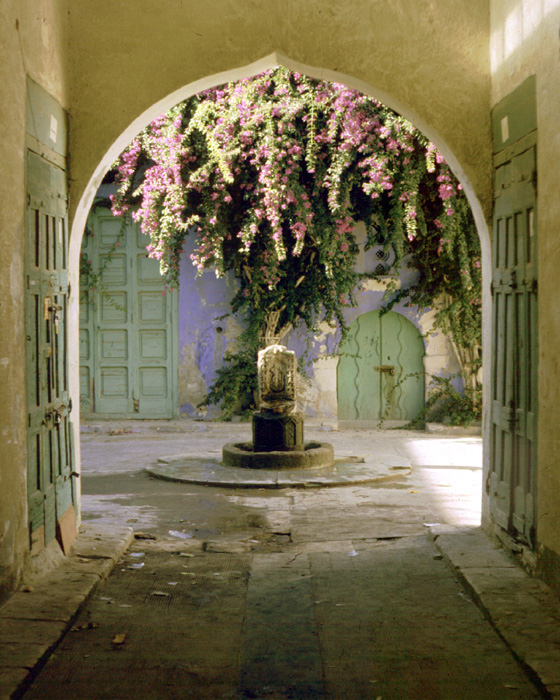
سوق قديم في درنة
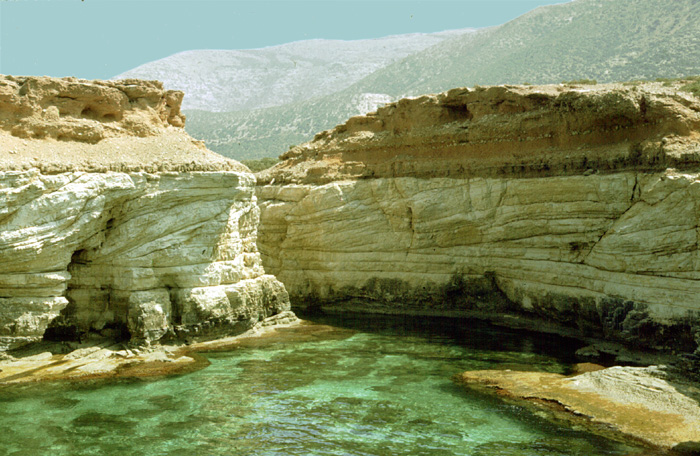
شاطئ صخري بالقرب من درنة
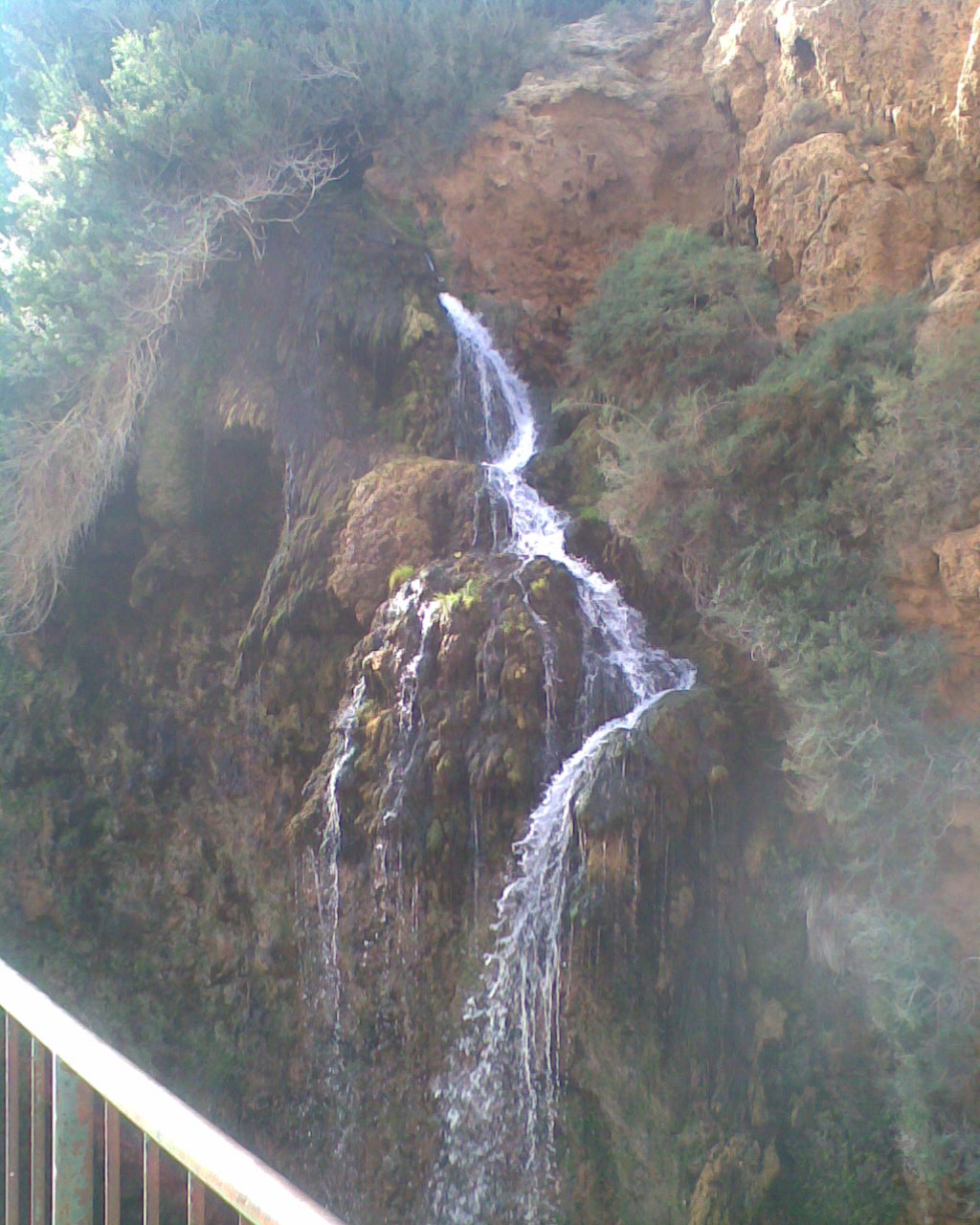
شلال درنة